# Метод Т-матриц
Метод Т-матриц или метод расширенных граничных условий (англ. EBCM - extended boundary condition method) впервые был предложен Уотерманом (P.C. Waterman) в 1970 году для решения задачи рассеяния света на однородной одиночной частице произвольной формы, размера и оптических постоянных. 
В настоящее время метод был расширен и углублен.
На данный момент методом Т-матриц можно решать задачи определения рассеянного и внутреннего поля в любой точки пространства для оптически неоднородных рассеивателей и агрегатов рассеивателей.